# Grégoire Kayibanda
Grégoire Kayibanda (1. svibnja 1924. – 15. prosinca 1976.), ruandski političar i prvi predsjednik nezavisne države Ruande.
Potjecao je iz plemena Hutua, a rodio se u mjestu Tare, na jugu zemlje. 
Osnovao je stranku Parmehutu i srušio monarhiju Tutsija, pa je na vlast došao njegov većinski narod.
Svrgnuo ga je nećak, dobar prijatelj i ministar obrane, general-bojnik Juvénal Habyarimana u krvavom vojnom puču 5. srpnja 1973. godine. Kayibanda i njegova supruga umrli su od gladi na tajnoj lokaciji.[nedostaje izvor]